# Polany (powiat suski)
Polany – osada w Polsce położona w województwie małopolskim, w powiecie suskim, w gminie Budzów.
W latach 1975–1998 miejscowość administracyjnie należała do województwa bielskiego.